# ريتشارد دين روجرز
ريتشارد دين روجرز (بالإنجليزية: Richard Dean Rogers)‏ هو قاضي ومحامي وسياسي أمريكي، ولد في 29 ديسمبر 1921 في أوبرلين في الولايات المتحدة، وتوفي في 25 نوفمبر 2016 في توبيكا في الولايات المتحدة. انتخب عضو مجلس ولاية كانساس وانتخب عضو مجلس نواب كنساس.